# 빠삐용 (2017년 영화)
《빠삐용》(프랑스어: Papillon)은 2017년에 토론토 국제 영화제에 상영, 2018년 미국에서 개봉한 범죄, 드라마 영화이다. 1973년에 개봉된 미국의 영화 《빠삐용》의 리메이크 작품이다.

## 출연
주연
- 찰리 허냄 - 빠삐 역
- 라미 말렉 - 드가 역

조연
- 이브 휴슨 - 네네트 역
- 로랜드 몰러 - 셀리어 역
- 요릭 밴 와게닌젠 - 워든 바로 역
- 마이클 소샤 - 줄로 역
- 조엘 바스만 - 마뜨렛뜨 역
- 크리스토퍼 페어뱅크 - 장 캐스틸리 역
- 브라이언 버넬
- 토미 플라나건 - 장 캐스틸리 역
- 칼리 넬레 - 맨헌터 역

단역
- 메이트 하우만
- 댄 케이드
- 니나 세니카
- 슬라브코 소빈

## 같이 보기
- 빠삐용 (1973년 영화)